# SOR CN 12
SOR CN 12 — пригородный автобус, выпускаемый чешской компанией SOR Libchavy с 2004 года.

## Конструкция
Автобус SOR CN 12 оснащён кузовом и несущей рамой. Компоновка автобуса заднемоторная, заднеприводная. В целом, автобус идентичен SOR BN 12. Кузов сделан из металла, салон выполнен в пластиковой оправе. Передняя ось автобуса SOR, задняя ось автобуса DAN.

## Производство
Автобус SOR CN 12 был первым низкопольным пригородным автобусом в Чехии. Большая часть автобусов эксплуатируется в компании Arriva Transport Česká republika.